# HMS Obdurate (G39)
«Обд'юрет» (G39) (англ. HMS Obdurate (G39) — військовий корабель ескадрений міноносець типу «O» Королівського військово-морського флоту Великої Британії за часів Другої світової війни.
«Обд'юрет» закладений 25 квітня 1940 на верфі компанії William Denny and Brothers у Дамбартоні. 3 вересня 1942 увійшов до складу Королівських ВМС Великої Британії.
Есмінець взяв активну участь у бойових діях на морі в Другій світовій війні, бився у Північній Атлантиці, біля берегів Франції, Англії та Норвегії, супроводжував арктичні та атлантичні конвої. За проявлену мужність та стійкість у боях бойовий корабель заохочений трьома бойовими відзнаками.

## Бойовий шлях

### 1942
Першим бойовим походом есмінця «Обд'юрет» після введення його до строю, став вихід у вересні 1942 року разом з крейсером «Аргонаут» та есмінцем «Інтрепід» з медичним майном на борту до Архангельська. На початку листопада здійснив похід з сістер-шипами «Обідіент» і «Орвелл» на прикриття крейсерів «Лондон» та «Саффолк» до Шпіцбергену для заміни тамтешнього гарнізону.
20 листопада «Обд'юрет» з крейсерами «Лондон» та «Саффолк» та есмінцями «Форестер», «Онслот» вийшли до острова Ведмежий, для прикриття конвою QP 15, який повертався від берегів Росії. Конвой, що вийшов з Кольської затоки 17 листопада мав у своєму складі 32 транспортних та вантажних судна під ескортом 30 бойових кораблів
На переході морем німецькі підводні човни U-625 та U-601 потопили одне британське та одне радянське транспортні судна, есмінці радянського флоту «Баку» та «Сокрушительний» були пошкоджені, згодом останній затонув. Решта конвою практично без втрат дісталась берегів Ісландії.

#### Бій у Баренцовому морі
31 грудня 1942 року, есмінець «Обд'юрет» виконував бойове завдання з супроводу конвою JW 51B з Лох-Ів до радянського Мурманська, коли транспорти наразились на німецькі бойові кораблі. Німецькі сили у складі важкого крейсера «Адмірал Гіппер», «кишенькового» лінкора «Лютцов» і шести есмінців прийняли рішення перехопити і знищити конвой. Попри довгий і наполегливий обстріл конвою, британці, не втративши жодного транспортного судна конвою, зуміли відбити атаку німців. У морському бою з боку британського флоту загинули ескадрений міноносець «Акейтіз» та тральщик «Бремблі».

### 1943
11 січня 1943 року разом з однотипним «Обідіент» самостійно повернулись на базу до Скапа-Флоу, привізши з собою важкопоранених у бою британських матросів.
З 19 по 27 лютого 1943 року «Обд'юрет» супроводжував черговий конвой JW 53 до Росії На початку березня повернувся з конвоєм RA 53 додому.
У серпні разом з «Обідіент» і «Опорт'юн» забезпечували протичовнову охорону авіаносців «Іластріас» та «Унікорн» під час проведення ними операції у Північно-західних підходах.
20 серпня 1943 року есмінці «Обд'юрет», «Обідіент» та «Опорт'юн» вийшли з Гібралтару на супровід пошкодженого в боях за Мальту авіаносця «Індомітебл» на ремонт до Норфолку в Сполучених Штатах, де той перебував протягом більше ніж 8 місяців.
31 серпня ескорт прибув до Норфолку, а 1 вересня перейшов до Галіфакса у Новій Шотландії. 14 вересня крейсер «Кент», есмінці «Обд'юрет», «Обідіент», «Орвелл» та «Опорт'юн» вийшли на супровід лінійного крейсера «Рінаун» з прем'єр-міністром Британії В. Черчиллем на борту, який повертався з Квебекської конференції, де зустрічався з Президентом США Ф.Рузвельтом.
У листопаді супроводжував у далекому ескорті конвой JW 54B до Радянського Союзу.

### 1944
16 січня 1944 року «Обд'юрет» з есмінцем «Гарді» здійснив перехід до Ісландії для підготовки для чергового конвою. Через погану штормову погоду вихід транспортів відкладався, й лише 21 січня конвой вийшов з Акурейрі з ескортною групою конвою JW 56A до Кольської затоки. Транспортний конвой піддався атаці 10 німецьких субмарин.
25 січня U-278 вдалось потопити американське судно Penelope Barker (16 осіб загинуло, 56 врятувалось), «Обд'юрет» отримав серйозні пошкодження через торпедну атаку іншої субмарини U-360 й був змушений вийти з похідного ордеру конвою. 26 числа, відбиваючи повітряні атаки німецької авіації, корабель самостійно вирушив на Мурманськ.
Після нетривалого ремонту у радянському порту «Обд'юрет» повернувся до Англії, де встав на капітальний ремонт у Тайнсайді. Через значні пошкодження ескадрений міноносець перебував у ремонті більше року й остаточно повернувся до строю лише у березні 1945 року.

### 1945
У травні 1945 року есмінець здійснив останній вихід в арктичний конвой, супроводжуючи ескортний авіаносець «Квін», що забезпечував прикриття конвою JW 67 до Росії. На випадок, якщо німецькі підводники порушать наказ про капітуляцію, йому надано ескорт у складі есмінців «Онслоу», «Обд'юрет» і 5 фрегатів. Без пригод, 20 травня конвой увійшов до Кольської затоки, і через 3 дні вийшов у зворотний шлях конвой RA 67, вперше супроводжуючи кораблі йшли з навігаційними вогнями.
5 червня «Обд'юрет» з есмінцями «Онслоу», «Орвелл» та норвезьким «Сторд» ескортував крейсери «Норфолк» та «Девоншир» з Англії до Осло. Король Норвегії Гокон VII зі своєю родиною повертався до королівства після п'яти років нацистської окупації.

### Післявоєнний час
У післявоєнний час есмінець «Обд'юрет» продовжував службу в лавах британського Королівського флоту. У лютому 1948 року переведений до кораблів Резерву флоту. 1949 він піддався модернізації й ремонту та знову встав до строю британського флоту. У 1956 році «Обд'юрет» знову вивели до резерву і згодом продали на брухт компанії BISCO, що займалась утилізацією військових кораблів. 30 листопада 1964 року есмінець «Обд'юрет» прибув на розбирання до Інверкітінга.